# Läpimurto
Läpimurto: Suomi Valtaistuimen Edessä 2 é um álbum de estúdio da banda cristã brasileira Diante do Trono, lançado em julho de 2014 na Finlândia em formato físico e digital. A obra contém canções dos álbuns Creio, Renovo e Tu Reinas em finlandês. Além de integrantes da banda, o trabalho teve a participação de músicos locais. O projeto gráfico da obra desta vez foi produzido por Hannes Honkanen Photography.

## Evento de Lançamento
O lançamento do álbum ocorreu durante a turnê do Diante do Trono pela Europa, um coral de aproximadamente 100 pessoas ensaiaram para cantar nas Escadas Parlamentares, em frente ao Parlamento da Finlândia.

## Faixas
1. "Tule Herraksi" (Toma o Teu Lugar) - Ana Paula Valadão
2. "Vain Herra on Jumala" (Quem é Deus Como o Nosso Deus?) - Johanna Särkkälä
3. "Aurinkoni ja Kilpeni" (Escudo e Proteção) - Rodrigo Campos
4. "Uskollinen Ystäväni" (Amigo Fiel) - Johanna Särkkälä
5. "Isän Sylissä" (Nos Braços do Pai) - Saara Campos, Rodrigo Campos & Ana Paula Valadão
6. "Sinua Tarvitsen" (Preciso de Ti) - Saara Campos
7. "Olet Puolellani" (Porque Estás Comigo) - Tata Kalliokuusi
8. "Läpimurto" (Rasga os Céus) - Ana Paula Valadão
9. "Rukouksen Temppeli" (Casa de Oração) - Jaana Yrttiaho, Elina Haavisto & Pekka Hautakangas
10. "Pyhä" (Santo) - Ana Paula Valadão & Pekka Hautakangas
11. "Korotettu" (Exaltado) - Angela Meklin
12. "Suurin" (Grande Deus) - Kimmo Pollari
13. "Tämä on Laulu" (Canta Minh'alma) - Ana Paula Valadão